# Exorista lacteipennis
Exorista lacteipennis là một loài ruồi trong họ Tachinidae.